# 学校法人池上学園
学校法人池上学園（がっこうほうじんいけがみがくえん）は、北海道札幌市豊平区豊平3条5丁目1-38にある学校法人である。2004年に学校法人として設立された。社団法人池上学院は別法人となっている。
なお、「学校法人池上学院高等学校」とせず、「学校法人池上学園」としたのには、北海学園を参考に同様の形態にしたとか、大学・中学校等の設立（事業の多角化）の意思があり、大学全入時代の折、予備校経営だけでは限界があるので、将来池上学院を廃止して本格的に学校経営に乗り出すためなどと言われている。

## 歴代理事長
- 池上公介（初代、2004年～2018年）
- 池上喜重子（2代、2018年～2021年）
- 池上泰代（3代、2021年～）

## 設置校
- 池上学院高等学校
- 池上学院グローバルアカデミー専門学校